# 亚硝酸钴钾
亚硝酸钴钾或六亚硝酸根合钴(III)酸钾是一种配位化合物，化学式为K3[Co(NO2)6]。它是黄色固体，在水中的溶解性差。可以作為黄色颜料。

## 合成与反应
亚硝酸钴钾可由硝酸钴、亚硝酸钾在乙酸水溶液中反应制得。
它和氢氧化钠溶液加热反应，可以得到CoOOH。它的热分解与亚硝酸钴钠相似。